# Marc-Aurèle Caillard
Marc-Aurèle Caillard (* 12. Mai 1994 in Melun) ist ein französischer Fußballtorhüter, der aktuell beim OSC Lille in der Ligue 1 unter Vertrag steht.

## Karriere

### Verein
Caillard begann seine fußballerische Karriere bei Amateurvereinen wie der CVS Entente, der US Moissy-Cramayel, dem CSF Brétigny und INF Clairefontaine. 2010 wechselte er schließlich in die Jugendakademie der AS Monaco. Dort spielte er jedoch ab 2011 überwiegend in der zweiten Mannschaft in der National 2. 2011/12 stand er jedoch auch schon zweimal im Kader der Profimannschaft in der Ligue 2. In der Saison 2012/13 war er wieder nur dritter Torhüter hinter Danijel Subašić und Martin Sourzac und bestritt erneut kein Pflichtspiel. Seine Kollegen schafften als Tabellenerster den Aufstieg in die Ligue 1. Dies blieb auch in der Folgesaison so und Caillard stand lediglich in drei Ligaspielen im Kader. In seiner letzten Saison bei Monaco blieb er wieder ohne Einsatz, während seine Teamkollegen bis ins Viertelfinale der Champions League kamen.
Im Sommer 2015 kehrte er deshalb bei Clermont Foot in die zweite Liga zurück. Am 26. Oktober 2015 (12. Spieltag) wurde er bei einem 2:2-Unentschieden eingewechselt, da Mehdi Jeannin in der 59. Minute die rote Karte sah. In der gesamten Saison kam er neunmal in der Liga zum Einsatz, wobei zwei Kurzeinsätze dabei waren. In der Folgesaison kam er wettbewerbsübergreifend 21 Mal zum Einsatz.
2017 wechselte er in die Ligue 1 zu EA Guingamp. Dort kam er 2017/18 jedoch nur einmal in der Coupe de la Ligue zum Einsatz. Dennoch verlängerte er im Juni 2018 seinen Vertrag bis 2020. Daraufhin kam er am 22. Dezember 2020 (19. Spieltag) zu seinem Ligue-1-Debüt gegen die AS Monaco, wobei er beim 2:0-Sieg kein Gegentor kassierte. Ab diesem 19. Spieltag war er Stammtorwart bei En Avant und absolvierte alle restlichen Ligaspiele. Nach dem Abstieg in die Ligue 2 blieb er Stammtorhüter und spielte bis zum Ligaabbruch 22 Mal in der zweithöchsten französischen Spielklasse.
Im Sommer 2020 wechselte Caillard zurück in die Ligue 1 zum FC Metz. Nachdem sich Alexandre Oukidja in der Nachspielzeit gegen Olympique Lyon verletzt hatte, debütierte Caillard für Metz während eines Kurzeinsatzes.
Im Sommer 2024 wechselte Caillard zum OSC Lille und unterzeichnete einen Vertrag bis Mitte 2025.

### Nationalmannschaft
2009 und 2012 kam Caillard jeweils einmal für zwei Juniorennationalmannschaften, Frankreichs U-16 und U-18, zum Einsatz.

## Erfolge
- Meister der Ligue 2: 2014